# John Russell (premier)
John Russell, 1e graaf Russell (Londen, 18 augustus 1792 - aldaar, 28 mei 1878) was een Brits liberaal politicus en staatsman. Hij was premier van het Verenigd Koninkrijk van juli 1846 tot februari 1852 en van oktober 1865 tot juni 1866.

## Levensloop
Hij was de derde zoon van de zesde hertog van Bedford. Russell volgde onderwijs aan de Westminster School en studeerde daarna aan de Universiteit van Edinburgh. Hij viel op door zijn klein, mager gestalte. 
In 1813 werd hij verkozen in het House of Commons. Hij bezocht Napoleon, de verbannen Franse keizer op het eiland Elba. In juni 1815 keurde hij de Restauratie van de Bourbons af, net als de Britse oorlogsverklaring tegenover de  net naar Frankrijk teruggekeerde Napoleon. Hij gebruikte hiervoor in het House of Commons het argument dat vreemde mogendheden niet het recht hadden Frankrijks regeringsvorm te bepalen.
Tijdens de jaren 1820 verdedigde hij het verlenen van stemrecht en politieke gelijkheid aan de Britse katholieken. Ook steunde hij de eis van de Whigs om het parlement te hervormen en zorgde zo mee voor de grote overwinning van de Whigs bij de verkiezingen van 1830.
In de regering van Charles Grey en Lord Melbourne, in functie van 1830 tot 1834, diende Russell vanaf 1831 als postmeester-generaal. Hij was een van de vier regeringsleden die in het parlement de "Reform Bill" indienden. Na de goedkeuring van deze wet in 1832, waar een lange strijd aan voorafging, zou het Britse electoraat verdubbelen. Nadat koning Willem IV in 1834 een Tory-regering onder leiding van Robert Peel aanstelde, ging Russell samen met Melbourne in de oppositie zetelen. 
In 1835 viel de regering-Peel en werd Lord Melbourne premier. Onder Melbourne werd Russell van 1835 tot 1839 minister van Buitenlandse Zaken en daarna was hij van 1839 tot 1841 minister van Oorlog en Koloniën. In de periode 1835-1841 was hij ook de leider van het House of Commons. In 1841 won de Conservative Party echter de verkiezingen en werd Peel opnieuw premier, waardoor Russell opnieuw in de oppositie belandde. Ook werd hij in de plaats van Lord Melbourne leider van de Whigs.
In 1846 viel de tweede regering-Peel door het intrekken van de Graanwetten. Russell kreeg de opdracht om een Whig-regering te vormen, slaagde in zijn opdracht en werd de nieuwe premier. 
Tijdens zijn eerste premierschap voerde hij in 1847 een Factory Act in, waarbij het aantal werkuren in fabrieken verminderd werd. Met de Public Health Act van 1848 voerde Russell ook een kleine gezondheidszorg in. In 1849 moest hij echter zijn Navigation Acts intrekken omdat dit de koloniale handel in gevaar bracht. De maatregelen van zijn regering om de Ierse hongersnood van 1846-1847 hielpen niet en heel wat Ieren stierven van de honger. Ook voerde hij in 1846 de vrijhandel in. In februari 1852 kwam zijn regering ten val toen Russell in het parlement een vertrouwensstemming verloor.
Vervolgens zetelde Russell tien maanden in de oppositie. In december 1852 kwam hij er echter opnieuw een Whig-regering onder leiding van Graaf Aberdeen tot stand en Russell werd in deze regering leider van het House of Commons en ad interim minister van Buitenlandse Zaken. In februari 1853 nam hij ontslag als minister van Buitenlandse Zaken. Toen hij afwisselend de politiek van Aberdeen tijdens de Krimoorlog steunde of verwierp, verloor hij echter in 1855 het leiderschap van de Liberal Party aan burggraaf Palmerston. Van februari tot juli 1855 was hij onder premier Palmerston minister van Koloniën, maar na enkele maanden nam hij uit ontevredenheid ontslag.

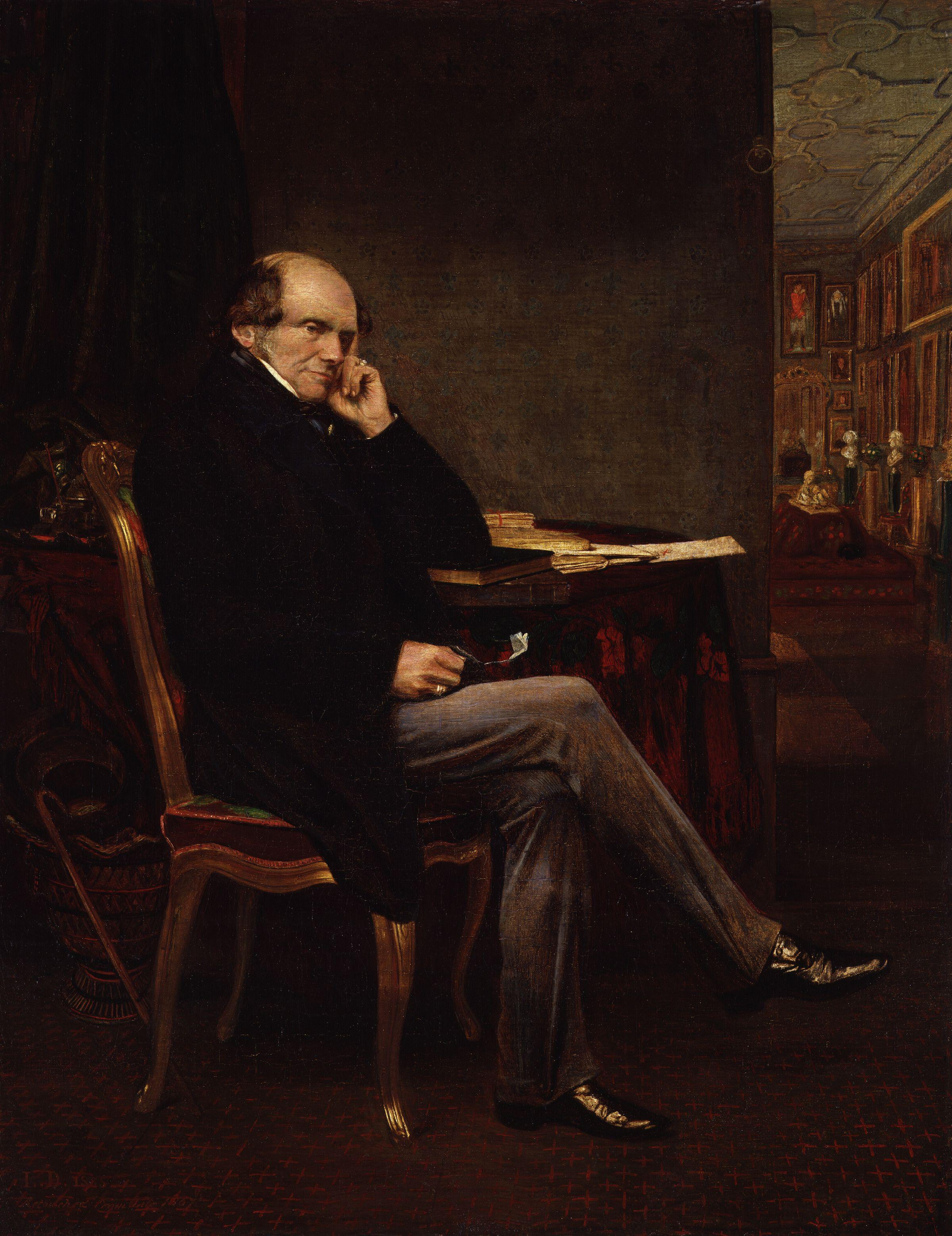
John Russell, 1e graaf van Russell. Van 1846 tot 1852 en van 1865 tot 1866 was hij premier van het Verenigd Koninkrijk.

Van 1859 tot 1865 was Russell minister van Buitenlandse Zaken in de tweede regering van Palmerston. In deze functie erkende hij de Italiaanse eenmaking en koos hij in de Amerikaanse Burgeroorlog de zijde van de Geconfedereerde Staten van Amerika. Na de dood van Palmerston werd hij eind 1865 opnieuw premier en leider van de Liberale Partij, maar nam al in juni 1866 ontslag als premier door verdeeldheid in zijn regering over een eventuele uitbreiding van het stemrecht. Hetzelfde jaar nam hij ontslag als leider van de Liberale Partij ten voordele van William Ewart Gladstone.
In 1860 werd hij in de adel verheven als graaf Russell, waarna hij lid werd van het House of Lords. Hij bleef er zetelen tot aan zijn dood in 1878, ook nadat hij zich in 1866 bijna volledig terugtrok uit de politiek.

## Huwelijken en familie
In 1835 huwde Russell met Adelaide Ribblesdale en ze kregen twee kinderen. Nadat zijn eerste vrouw in 1838 overleed, hertrouwde hij in 1841 Frances Elliot-Murray-Kynynmound, waarmee hij vier kinderen kreeg. Hij was de grootvader van filosoof Bertrand Russell.